# Мирне (Самарівський район)
Мирне — селище в Україні, в Губиниській селищній громаді Самарівського району Дніпропетровської області. Населення за переписом 2001 року становить 83 особи.

## Географія
Селище Мирне знаходиться на відстані 1 км від села Новоскотувате і за 3 км від міста Самар. По селу протікає пересихаючий струмок.

## Населення

### Мова
Розподіл населення за рідною мовою за даними перепису 2001 року:
| Мова            | Кількість | Відсоток |
| --------------- | --------- | -------- |
| українська      | 76        | 91.57%   |
| російська       | 6         | 7.23%    |
| інші/не вказали | 1         | 1.20%    |
| Усього          | 83        | 100%     |